# Argia bipunctulata
Argia bipunctulata là một loài chuồn chuồn kim trong họ Coenagrionidae.
Argia bipunctulata is in 1861 voor het eerst wetenschappelijk beschreven door Hagen.